# Jalal Hosseini
Jalal Hosseini (Bandar-e Anzali, 3 de fevereiro de 1982), é um ex-futebolista iraniano que atuava como zagueiro. Atualmente, é o técnico adjunto do Persepolis.

## Carreira
Jalal Hosseini representou a Seleção Iraniana de Futebol na Copa da Ásia de 2007, 2011 e 2015 e na Copa do Mundo de 2014.

## Títulos

### Saipa
- Iran Pro League: 2006–07

### Sepahan
- Iran Pro League: 2009–10, 2010–11, 2011–12

### Persepolis
- Iran Pro League: 2016–17, 2017–18, 2018–19, 2019–20, 2020–21
- Copa do Irã: 2018–19
- Super Copa do Irã: 2017–18, 2018–19, 2019–20, 2020–21